# Kronprinzenkoog
Kronprinzenkoog település Németországban, Schleswig-Holstein tartományban. Lakosainak száma 873 fő (2023. december 31.).

## Népesség
A település népességének változása:
| Lakosok száma | 966  | 811  | 817  | 854  | 844  | 873  |
|               | 1975 | 2017 | 2019 | 2021 | 2022 | 2023 |